# تاجر ونیزی (فیلم ۱۹۲۳)
تاجر ونیزی (انگلیسی: The Merchant of Venice (1923 film)) یک فیلم محصول آلمان است که در سال ۱۹۲۳ منتشر شد. از بازیگران آن می‌توان به ورنر کراوس اشاره کرد.